# Calocaerus
Calocaerus (... – 334) fu un usurpatore durante il regno dell'imperatore romano Costantino I.
Calocaerus era Magister pecoris camelorum ("Amministratore della mandria dei cammelli") a Cipro. Nel 333-4 si ribellò, proclamandosi imperatore. Costantino inviò Flavio Dalmazio a sedare la rivolta, e Calocaerus fu sconfitto, processato e giustiziato a Tarso in Cilicia.